# Hôtel Settles
L'hôtel Settles (en anglais : Hotel Settles) est un hôtel américain situé à Big Spring, au Texas. Ouvert en 1930, il fait partie des Recorded Texas Historic Landmarks depuis 1987, est inscrit au Registre national des lieux historiques depuis le 18 avril 2013 et est membre des Historic Hotels of America depuis 2011.